# William S. Sessions

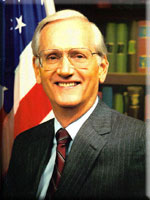
William S. Sessions

William Steele Sessions (* 27. Mai 1930 in Fort Smith, Arkansas; † 12. Juni 2020 in San Antonio, Texas) war ein US-amerikanischer Jurist und von November 1987 bis Juli 1993 Direktor des Federal Bureau of Investigation (FBI).

## Biografie
Nach dem Besuch der Northeast High School in Kansas City begann er 1948 ein Studium an der Baylor University in Waco. 1952 unterbrach er sein Studium und leistete seinen Militärdienst bei der US Air Force. Danach setzte er 1955 sein Studium fort und erwarb 1956 einen Bachelor of Arts (B.A.). Ein nachfolgendes postgraduales Studium der Rechtswissenschaften an der Baylor University schloss er 1958 mit einem Bachelor of Laws (LL.B.) ab.
Nach seiner Zulassung als Rechtsanwalt war er mehrere Jahre als Anwalt tätig, ehe er zwischen 1971 und 1974 Bundesstaatsanwalt war. Danach amtierte er zwischen Dezember 1974 und November 1987 als Richter am Bundesbezirksgericht für den westlichen Bezirk von Texas. Zuletzt war er von 1980 bis 1987 auch Präsident (Chief Judge) dieses Bundesbezirksgerichts.
Am 2. November 1987 wurde William S. Sessions zum Direktor des Federal Bureau of Investigation (FBI) ernannt. Am 19. Juli 1993 wurde er als erster FBI-Chef der Geschichte vom damaligen US-Präsidenten Bill Clinton entlassen. Außer ihm geschah dies in der Geschichte des FBI nur James B. Comey, welchen US-Präsident Donald Trump am 9. Mai 2017 entließ.
Nach seinem Ausscheiden aus dem Regierungsdienst wechselte er in die Privatwirtschaft und wurde Mitglied des Board of Directors von Zenith National Insurance, einer Versicherungsgesellschaft mit einer Bilanzsumme von 1,3 Milliarden Dollar und Sitz in Woodland Hills.
William Sessions war von 1952 bis zu ihrem Tod, im Jahr 2019, mit Alice Lewis verheiratet. Zusammen hatten sie vier Kinder, drei Söhne und eine Tochter. Sein zweitältester Sohn Pete Sessions war von 1997 bis 2019 Kongressabgeordneter aus Texas.